# Dicranella macromorpha
Dicranella macromorpha är en bladmossart som beskrevs av Brotherus 1909. Dicranella macromorpha ingår i släktet jordmossor, och familjen Dicranaceae. Inga underarter finns listade i Catalogue of Life.